# Кацпрув
Кацпрув (пол. Kacprów) — село в Польщі, у гміні Воля-Кшиштопорська Пйотрковського повіту Лодзинського воєводства.
Населення — 275 осіб (2011).
У 1975—1998 роках село належало до Пйотрковського воєводства.

## Демографія
Демографічна структура станом на 31 березня 2011 року:
|          | Загалом | Допрацездатний вік | Працездатний вік | Постпрацездатний вік |
| -------- | ------- | ------------------ | ---------------- | -------------------- |
| Чоловіки | 144     | 36                 | 94               | 14                   |
| Жінки    | 131     | 26                 | 79               | 26                   |
| Разом    | 275     | 62                 | 173              | 40                   |